# 周桂珍
周桂珍（1943年—），江苏宜兴人，紫砂陶艺家，中国工艺美术大师。

## 生平
周桂珍出生于宜兴丁蜀镇。1958年入宜兴紫砂工艺厂学习制陶，师从紫砂大家王寅春、顾景舟。1982年，进入宜兴紫砂工艺厂紫砂研究所。1989年晋升工艺美术师。1993，又晋升为高级工艺美术师。1997年获“江苏省工艺美术大师”称号。2001年，她在中国工艺美术馆珍宝馆举办“周桂珍紫砂艺术展”，开启了紫砂届个人展览的先河。2003年，获颁首届“中国陶瓷艺术大师”。2005年，被评为江苏省研究员级高级工艺美术师。2006年，被授予“中国工艺美术大师”称号。2013年，与儿子高振宇和儿媳徐徐赴德国柏林中国文化中心、法国巴黎中国文化中心举办“彬风堂紫砂艺术展”。2018年，成为国家级非物质文化遗产“宜兴紫砂陶制作技艺”代表性传承人。

## 家庭
周桂珍丈夫高海庚亦为紫砂名师，曾任宜兴紫砂工艺厂厂长，1985年去世。两人儿子高振宇、儿媳徐徐、女儿高英姿、女婿朱江龙等也都从事紫砂事业。